# Loimia contorta
Loimia contorta är en ringmaskart som först beskrevs av Ehlers 1908.  Loimia contorta ingår i släktet Loimia och familjen Terebellidae. Inga underarter finns listade i Catalogue of Life.